# Южно-Коспашское сельское поселение
Южно-Коспашское сельское поселение  — бывшее муниципальное образование в Кизеловском муниципальном районе Пермского края Российской Федерации.
Административный центр и единственный населённый пункт — поселок Южный Коспашский.

## История
Статус и границы сельского поселения установлены Законом Пермской области от 27 декабря 2004 года № 1981-433 «Об утверждении границ и о наделении статусом муниципальных образований административной территории города Кизела Пермской области»
Упразднено в 2018 году вместе с другими поселениями муниципального района путём их объединения в Кизеловский городской округ.

## Население
| 2005  | 2010  | 2012  | 2013  | 2014  | 2015  | 2016  |
| ----- | ----- | ----- | ----- | ----- | ----- | ----- |
| 2200  | ↘1493 | ↘1454 | ↗1456 | ↘1433 | ↘1429 | ↘1407 |
| 2017  | 2018  |       |       |       |       |       |
| ↘1393 | ↘1333 |       |       |       |       |       |